# Hagelporlav
Hagelporlav (Pertusaria coccodes) är en lavart som först beskrevs av Erik Acharius och fick sitt nu gällande namn av William Nylander. 
Hagelporlav ingår i släktet Pertusaria och familjen Pertusariaceae.  Arten är reproducerande i Sverige. Inga underarter finns listade i Catalogue of Life.